# Thryallis longifolia
Thryallis longifolia är en tvåhjärtbladig växtart som beskrevs av Carl Friedrich Philipp von Martius. Thryallis longifolia ingår i släktet Thryallis och familjen Malpighiaceae. Inga underarter finns listade i Catalogue of Life.